# Three World Trade Center
Il Three World Trade Center è un edificio facente parte dell'omonimo complesso di Manhattan, a New York. L'originale è stato distrutto negli attentati dell'11 settembre 2001 mentre il nuovo edificio è stato ricostruito ed inaugurato nel 2018.

## 1981–2001
Il Marriott World Trade Center (noto anche come 3 World Trade Center) era un albergo di 22 piani con 825 camere. Aveva un'altezza al tetto di 73,7 m ed era stato progettato dall'architetto Minoru Yamasaki. Il suo ingegnere strutturale era Leslie E. Robertson Associates e la Tishman Construction era stata la ditta appaltatrice. La costruzione ebbe inizio nel 1979.  L'edificio fu aperto nel luglio del 1981 come Vista International.
Il Vista International Hotel fu il primo hotel ad aprire nel Lower Manhattan. L'hotel era originariamente di proprietà della Port Authority of New York and New Jersey mentre Hilton International fungeva da gestore. Nel 1995 fu venduto alla Marriott Corporation.
L'hotel era collegato alla Torre Nord e alla Torre Sud, e molti lo attraversavano per raggiungere le Torri Gemelle. L'hotel aveva alcuni locali, tra cui The American Harvest Restaurant, The Greenhouse Cafe, Tall Ships Bar & Grill, un negozio chiamato Times Square Gifts, The Russia House Restaurant, la biglietteria Grayline New York Tour Bus, una palestra, che all'epoca era la più grande di qualsiasi altro hotel di New York, e un parrucchiere di nome Olga.
La struttura è stata distrutta l'11 settembre 2001 nel crollo delle Torri Nord e Sud del World Trade Center.

### Attentati

#### 1993
Il 26 febbraio 1993 l'hotel venne gravemente danneggiato a seguito di un attentato, quando un gruppo di terroristi fece saltare in aria un furgone carico di esplosivo nel parcheggio sotterraneo della Torre Nord del World Trade Center, al di sotto della sala da ballo dell'hotel. Alle 12:17:37 (UTC-5) un'esplosione danneggiò gravemente i livelli più bassi del complesso del World Trade Center. Dopo un lungo periodo di ristrutturazione, l'albergo riaprì nel novembre del 1994.

#### 2001

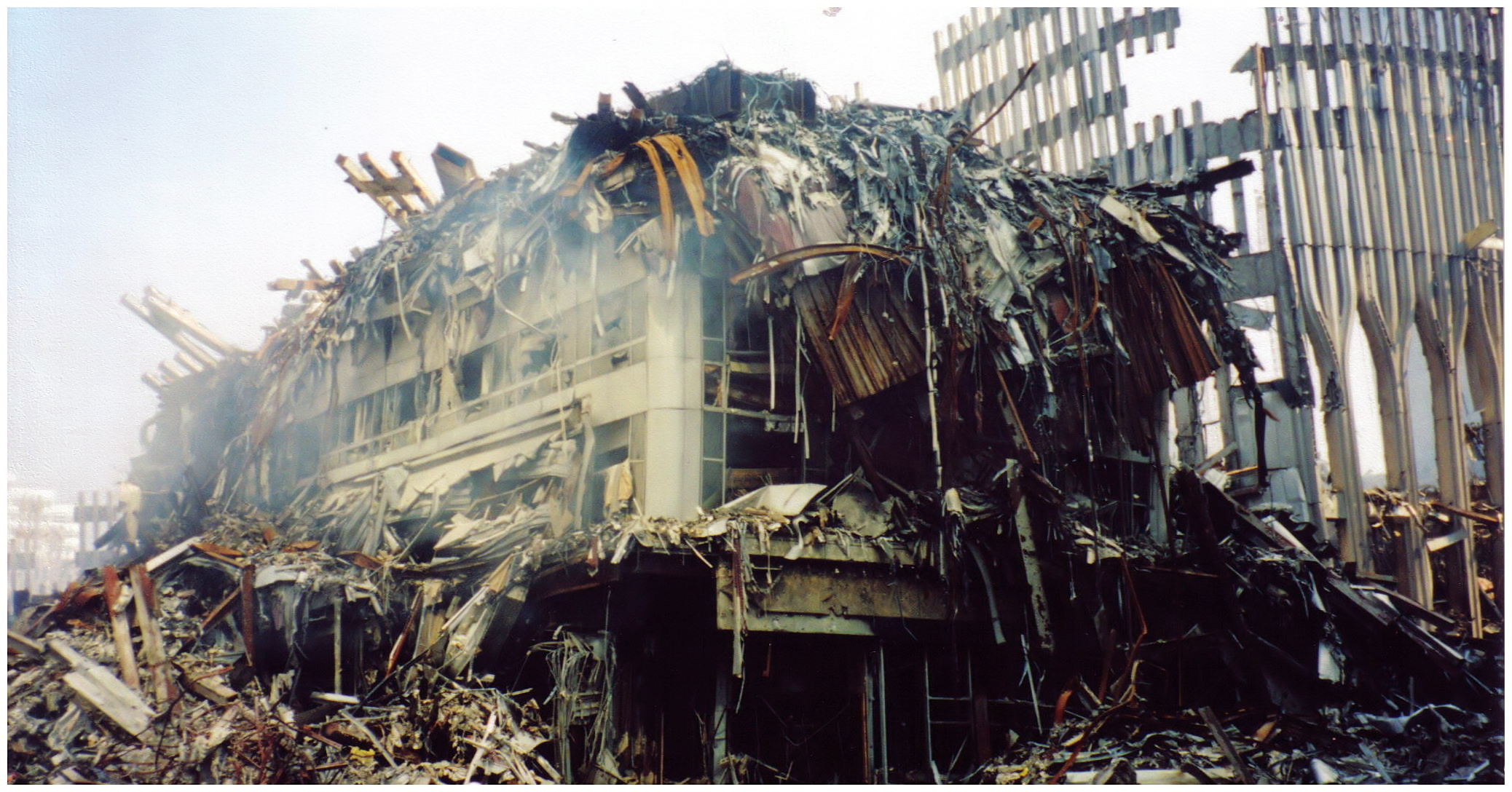
Il WTC 3 dopo gli attacchi dell'11 settembre 2001.

L'11 settembre 2001, il Marriott era al completo ed aveva oltre mille ospiti registrati. La National Association for Business Economics (NABE), inoltre, stava tenendo la sua conferenza annuale presso l'albergo.
L'11 settembre 2001, quando il volo American Airlines 11 si schiantò contro la Torre Nord del World Trade Center, il carrello di atterraggio cadde sul tetto dell'albergo. I vigili del fuoco si servirono della lobby del Marriott come di un'area di sosta mentre cercavano di evacuare gli ospiti che erano ancora nell'albergo. I vigili del fuoco hanno inoltre riferito la presenza, sul tetto, di corpi della gente che si era buttata dalle torri in fiamme. Il crollo della Torre Sud ha distrutto parte dell'edificio ed il crollo della Torre Nord ha distrutto ciò che ne restava, a parte una piccola sezione (come si vede nella foto) che era la più lontana dalla Torre Nord. Quattordici persone che stavano cercando di evacuare l'hotel parzialmente distrutto dopo il primo crollo sono riuscite a sopravvivere al secondo crollo essendo in questa piccola sezione. La sezione dell'hotel riuscita a sopravvivere al crollo delle Torri Gemelle era quella ristrutturata dopo l'attentato del 1993.
Nei resti della hall, l'unica zona non distrutta, le cornici con le foto erano ancora appese alle pareti. Circa 40 persone sono morte all'interno del Marriott, tra cui due dipendenti e molti vigili del fuoco che stavano usando l'albergo come zona di sosta. Nel gennaio 2002 i resti del Marriott vennero demoliti. L'edificio e i suoi superstiti sono stati descritti nel documentario Hotel Ground Zero, che ha debuttato l'11 settembre 2009 su History Channel.

## 2008–oggi
Il Three World Trade Center (conosciuto anche con il suo indirizzo 175 Greenwich Street) è un nuovo grattacielo, facente parte della ricostruzione del World Trade Center, situato al 175 Greenwich Street di New York City.
Il Premio Pritzker Richard Rogers si è aggiudicato il contratto per la progettazione della ricostruzione, che è alta 327 metri. Le quattro guglie presenti nella progettazione danno alla costruzione un'altezza di 356 metri. Lo spazio della costruzione include 186.000 metri quadrati di ufficio e di vendita al dettaglio. Lo scavo per il nuovo edificio è iniziato nel 2008 ed è stato inaugurato e aperto al pubblico l'11 giugno 2018.

### Costruzione
Nel marzo 2010 Silverstein Properties e la Port Authority of New York and New Jersey hanno stipulato un accordo per far raggiungere all'edificio i 400.000 metri quadrati di superficie totale; l'edificio doveva raccogliere 300 milioni di dollari per ricevere dei finanziamenti. Nel 2012 vi fu un secondo accordo di far costruire il 3 World Trade Center su oltre 70 piani.
Nel febbraio 2012, il piano terra era quasi completato e l'edificio aveva raggiunto il 5º piano. A partire da agosto 2013 la costruzione sul podio era completa, e il lavoro della torre sarebbe continuata a gennaio 2014.
Il 25 giugno 2014, l'Autorità Portuale di New York e New Jersey ha stipulato un accordo con Larry Silverstein a finanziare il completamento del 3 World Trade Center, e la costruzione della torre è stata ripresa ed è stato annunciato che la torre sarebbe stata completata nella fine del 2017.
L'edificio venne ufficialmente aperto al pubblico l'11 giugno 2018.

### Cronologia di costruzione

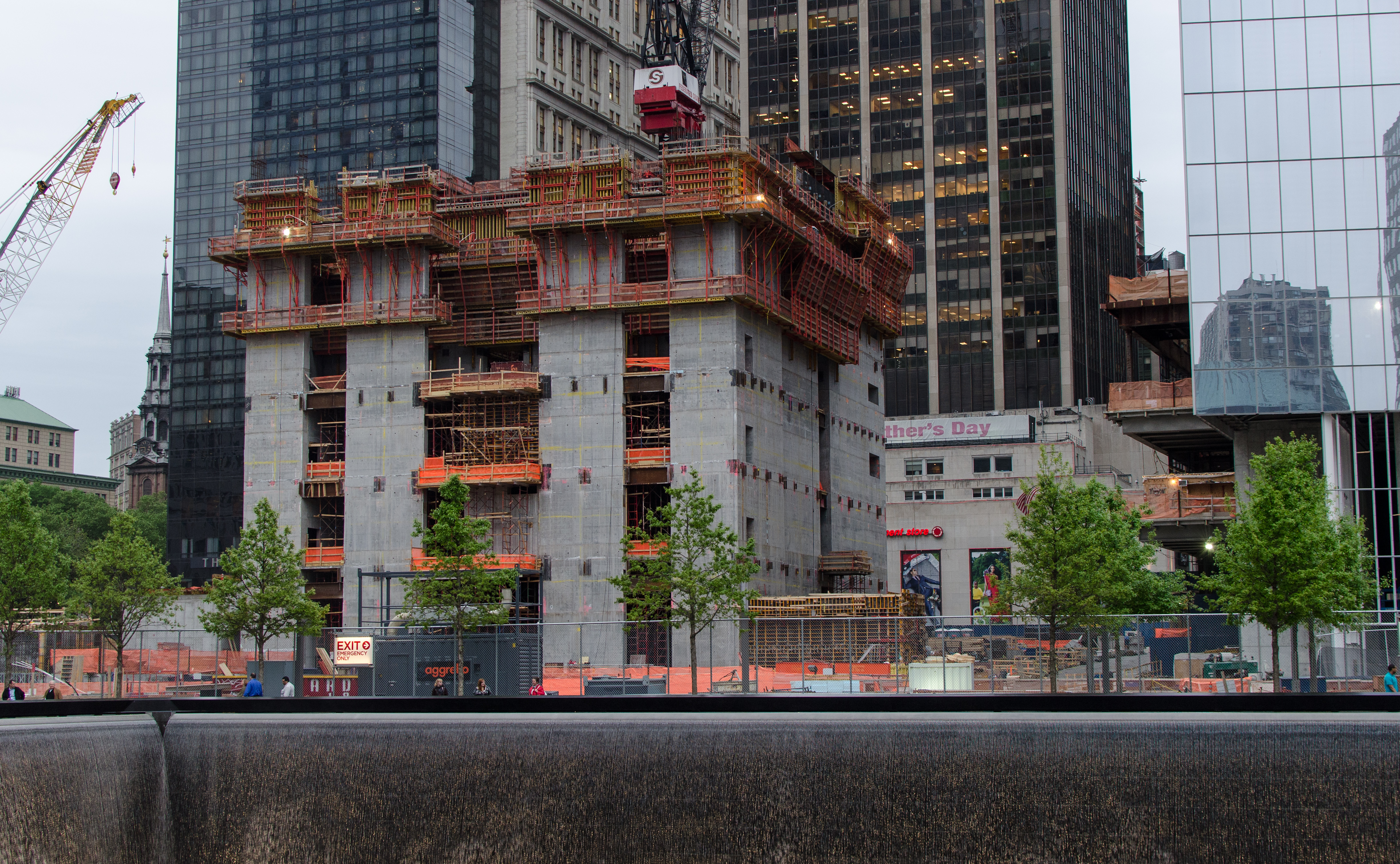
L'edificio nelle sue prime fasi di costruzione visto dal National 9/11 Memorial nel maggio 2012.
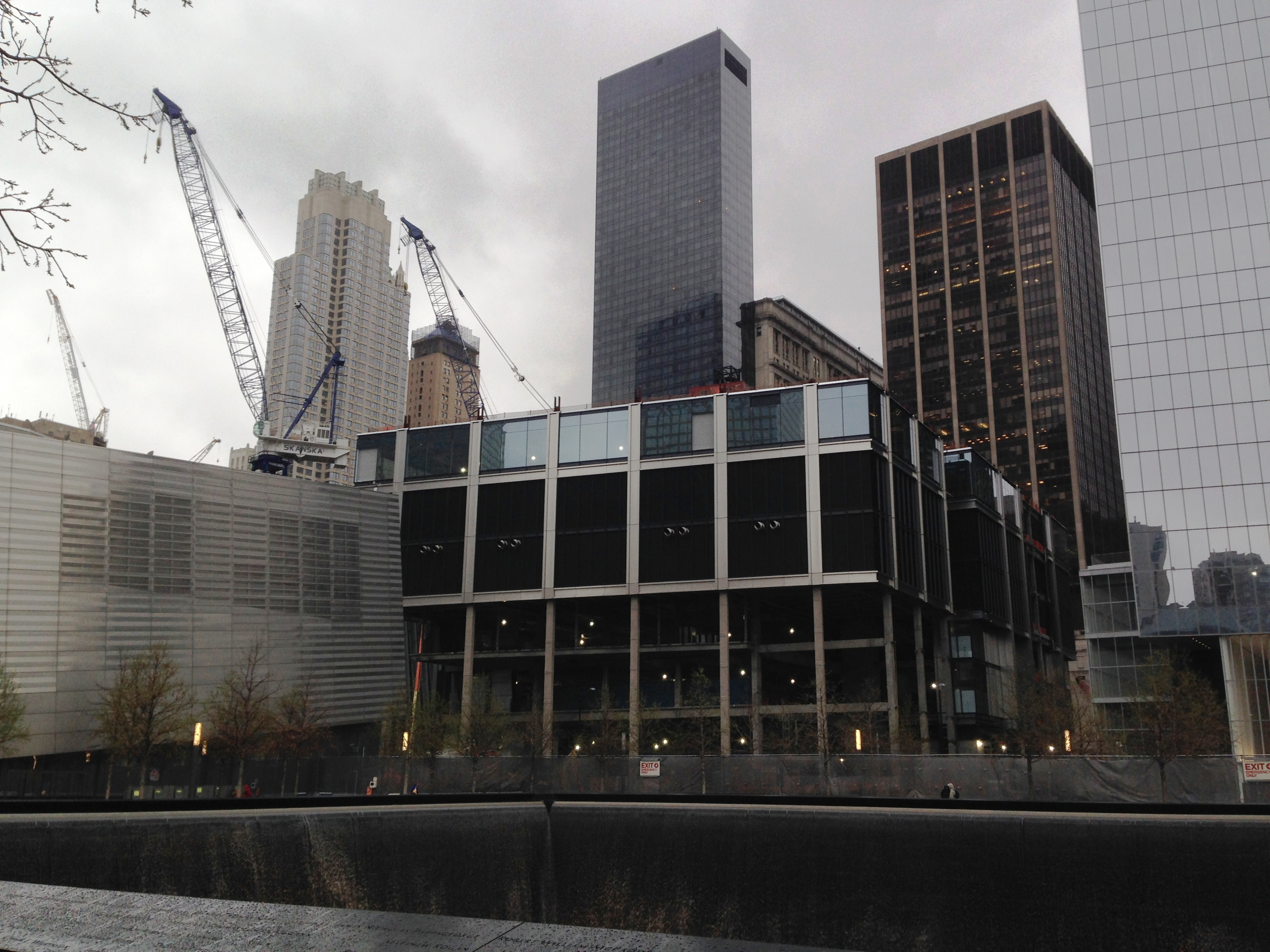
29 aprile 2014.
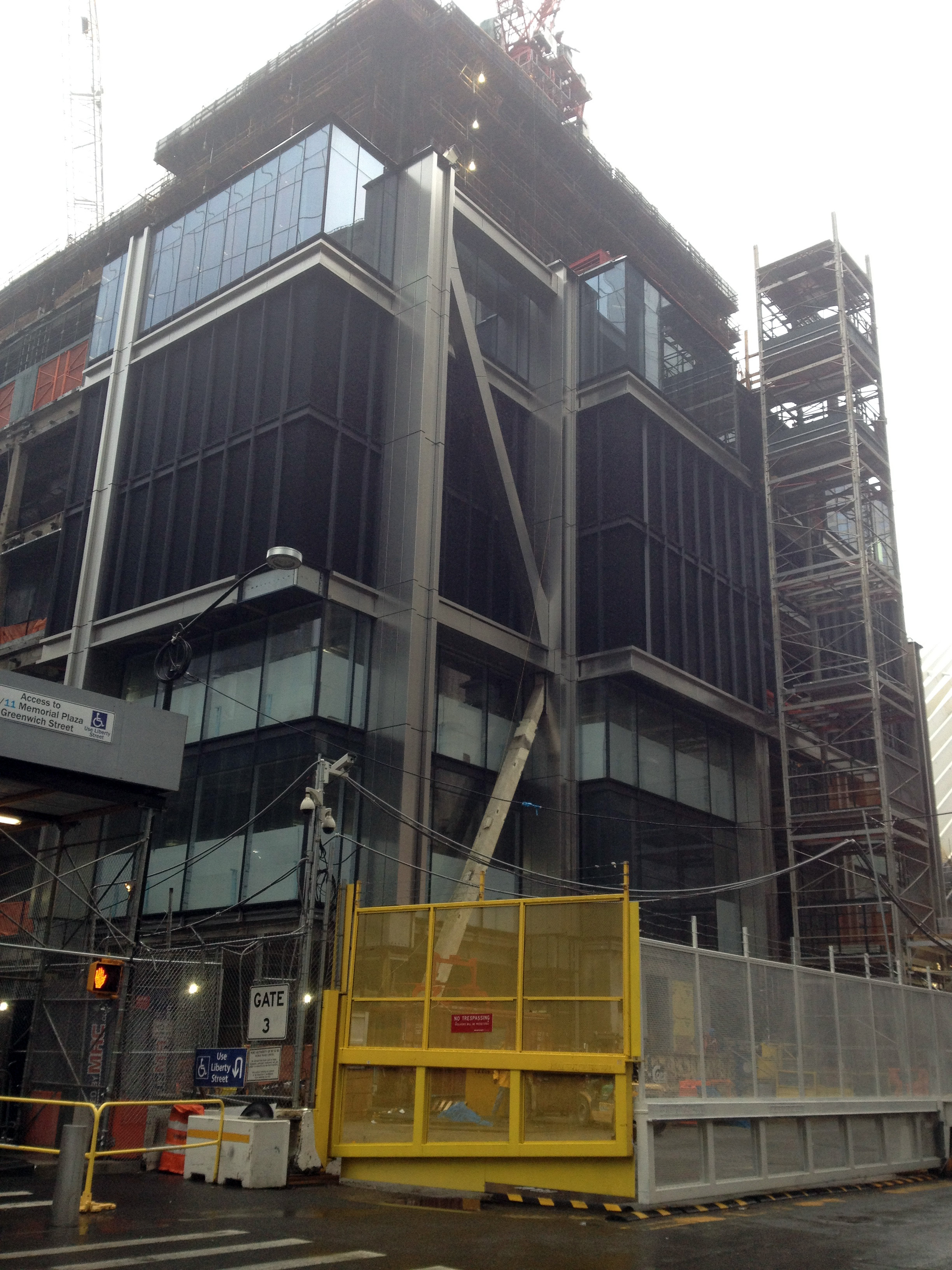
23 dicembre 2014
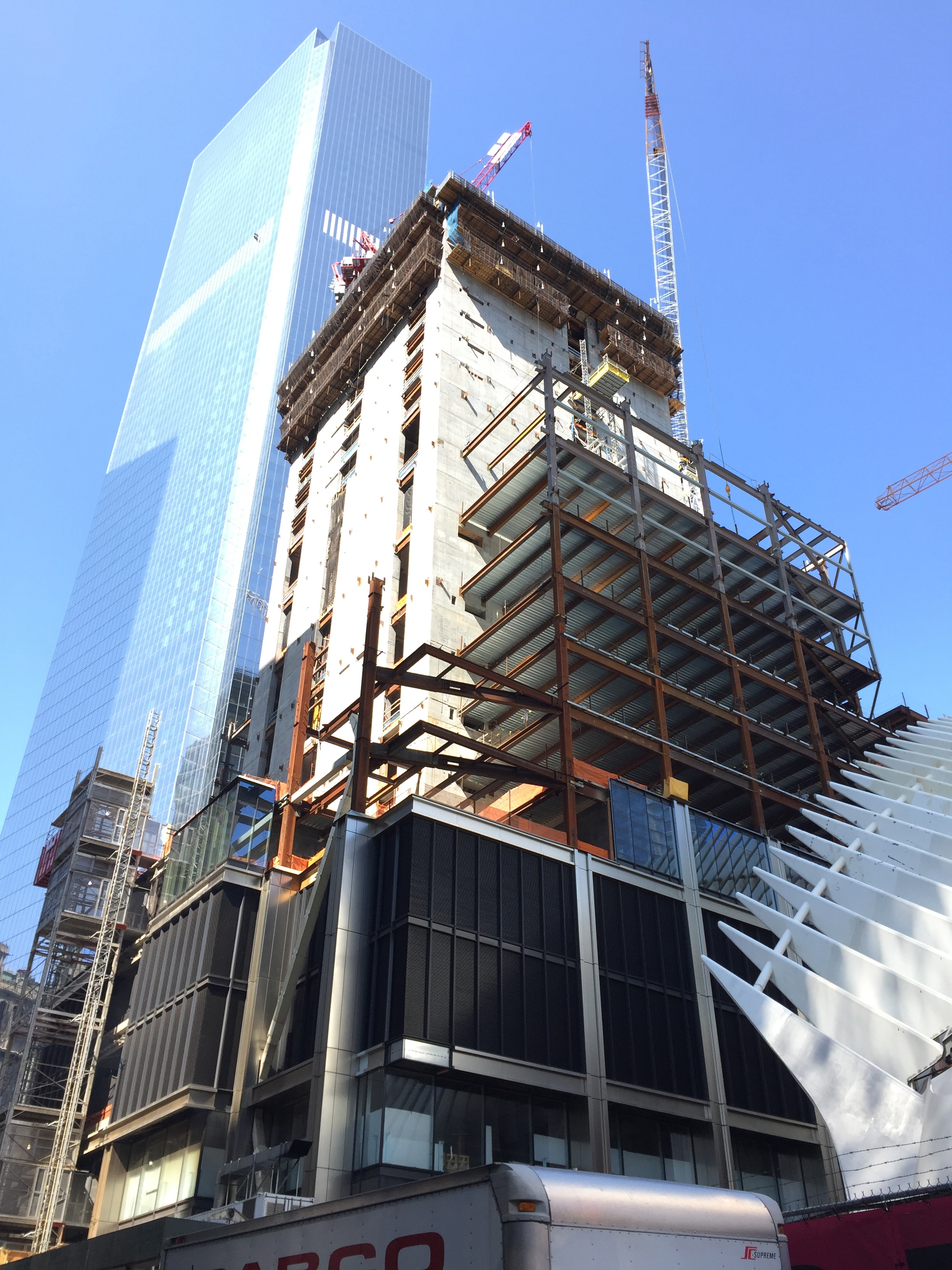
10 giugno 2015.
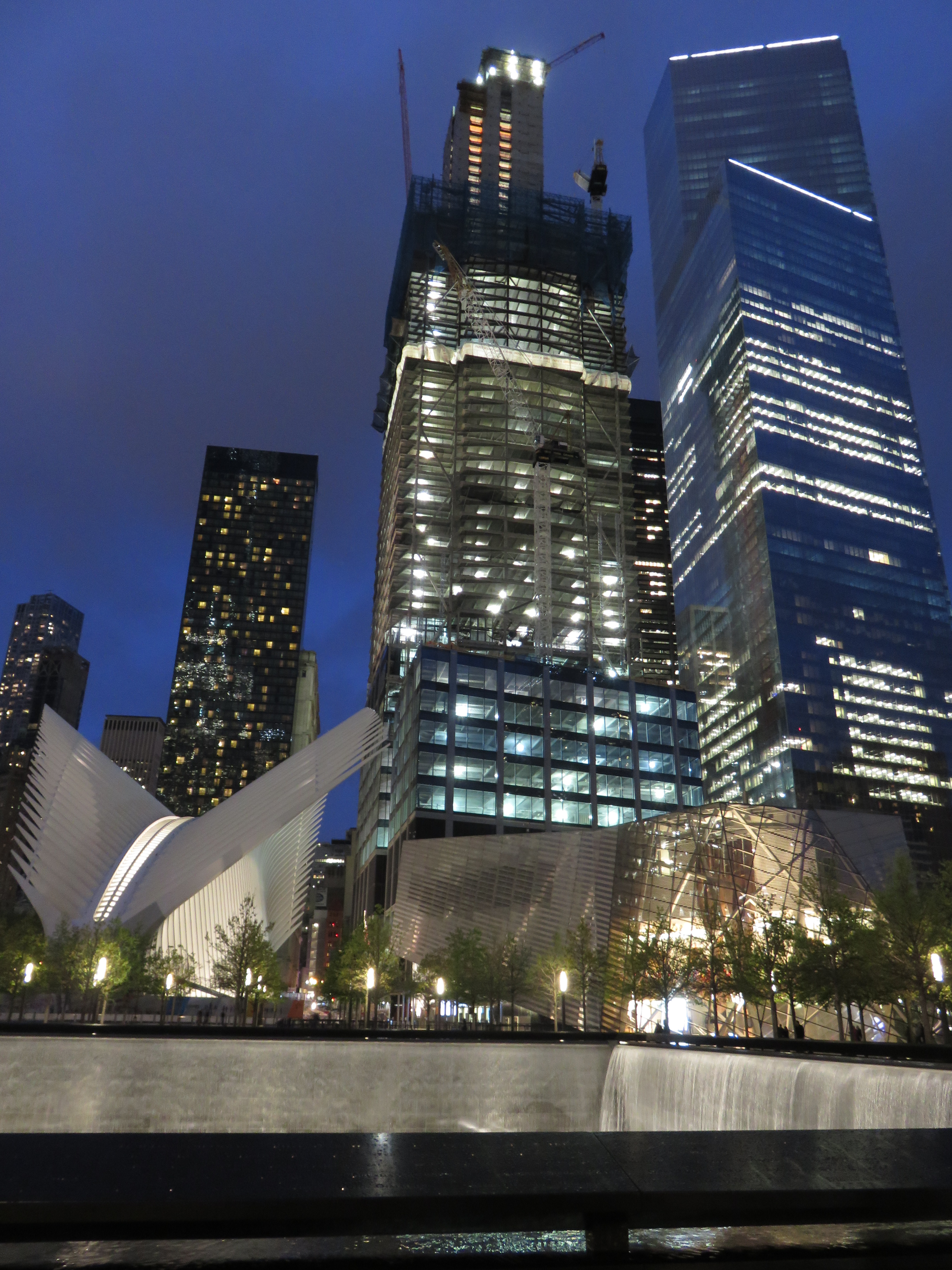
4 maggio 2016.
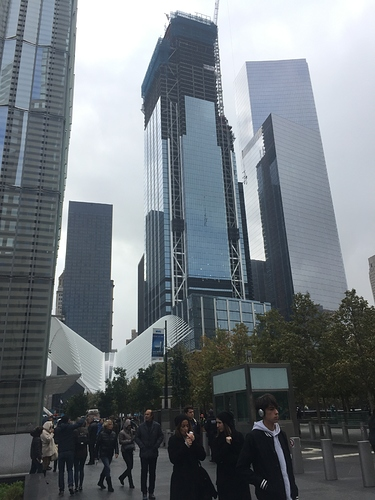
25 ottobre 2016.
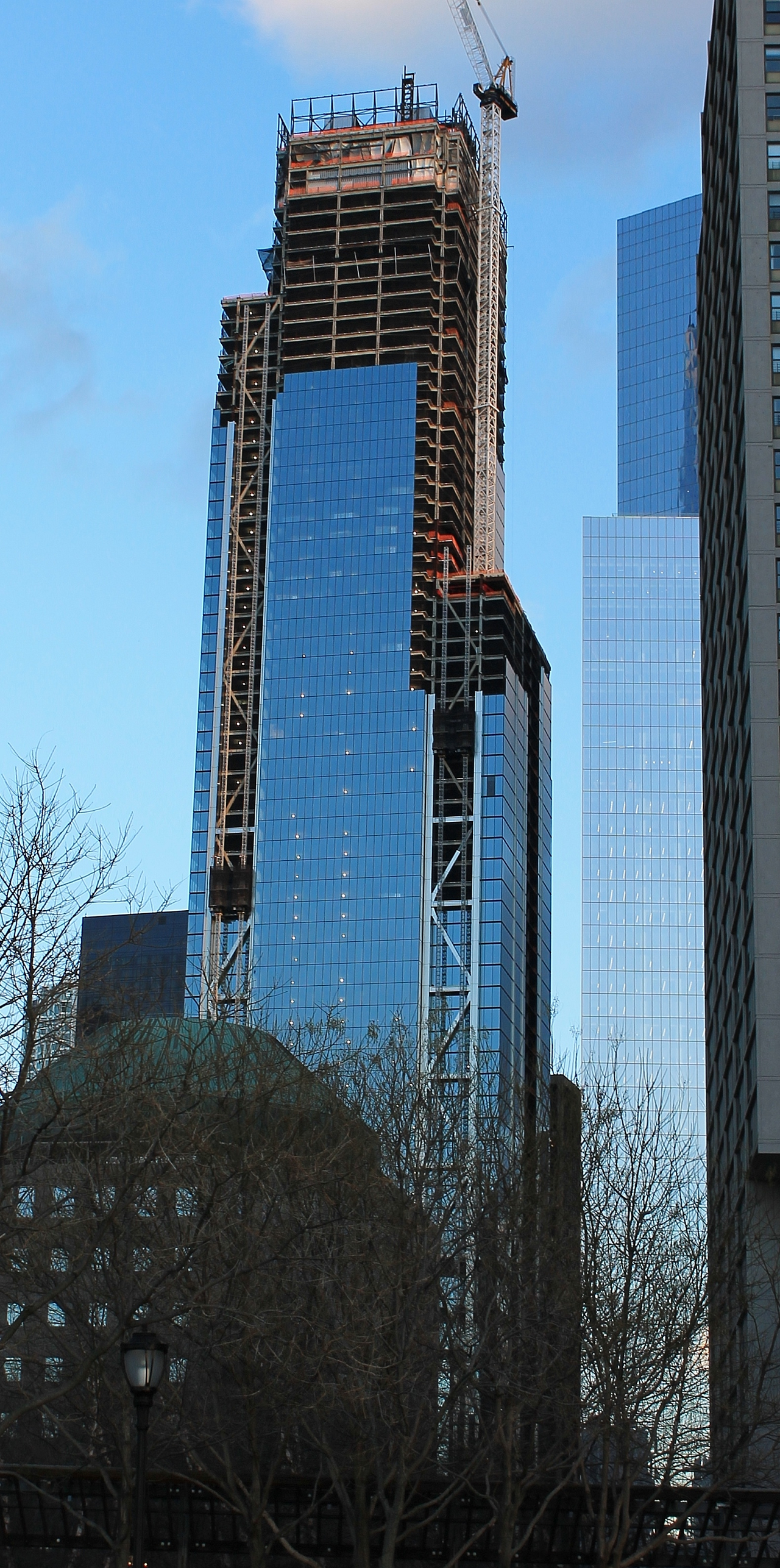
26 gennaio 2017.
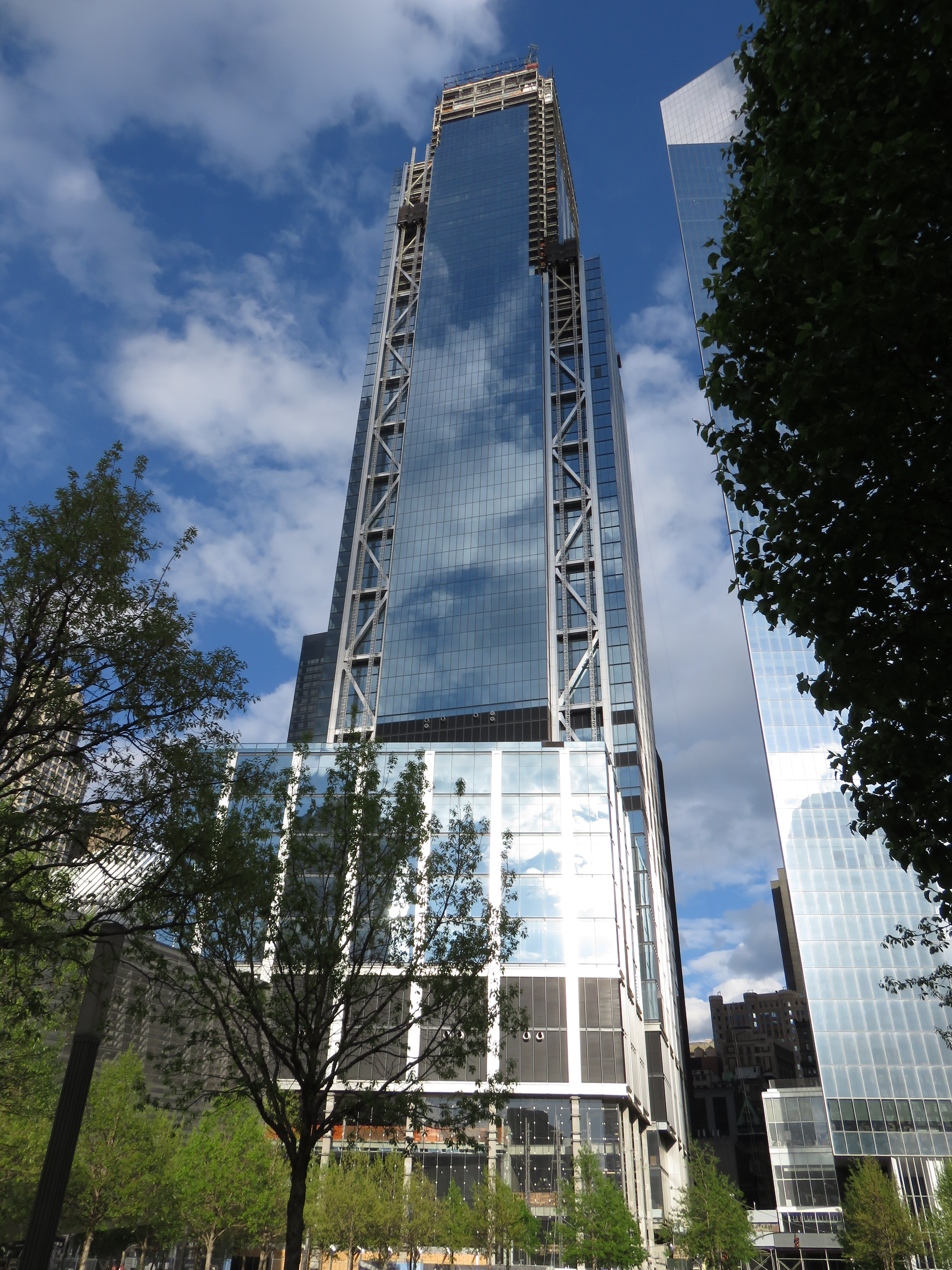
8 maggio 2017.
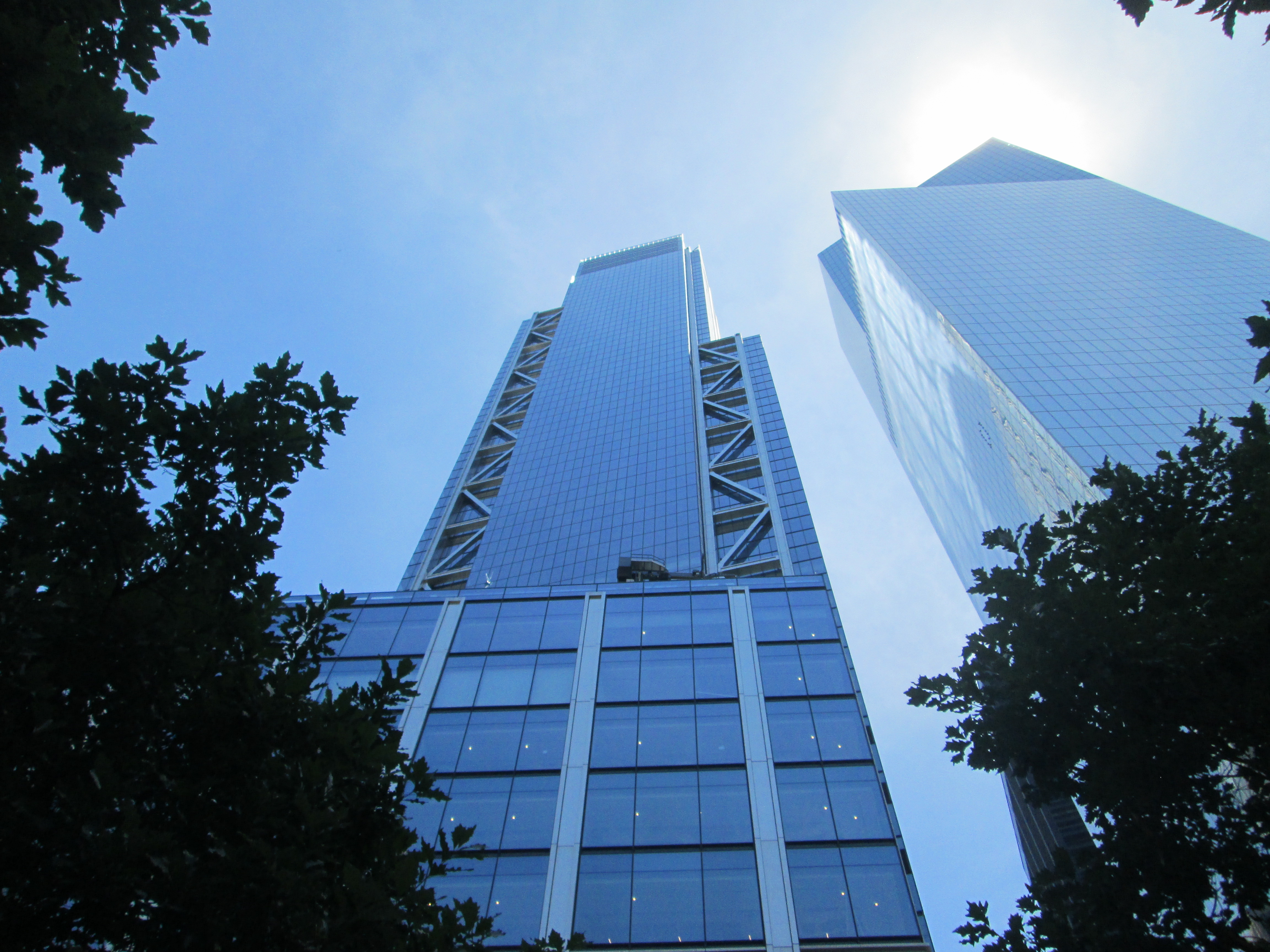
Il grattacielo completo nel giugno 2018.
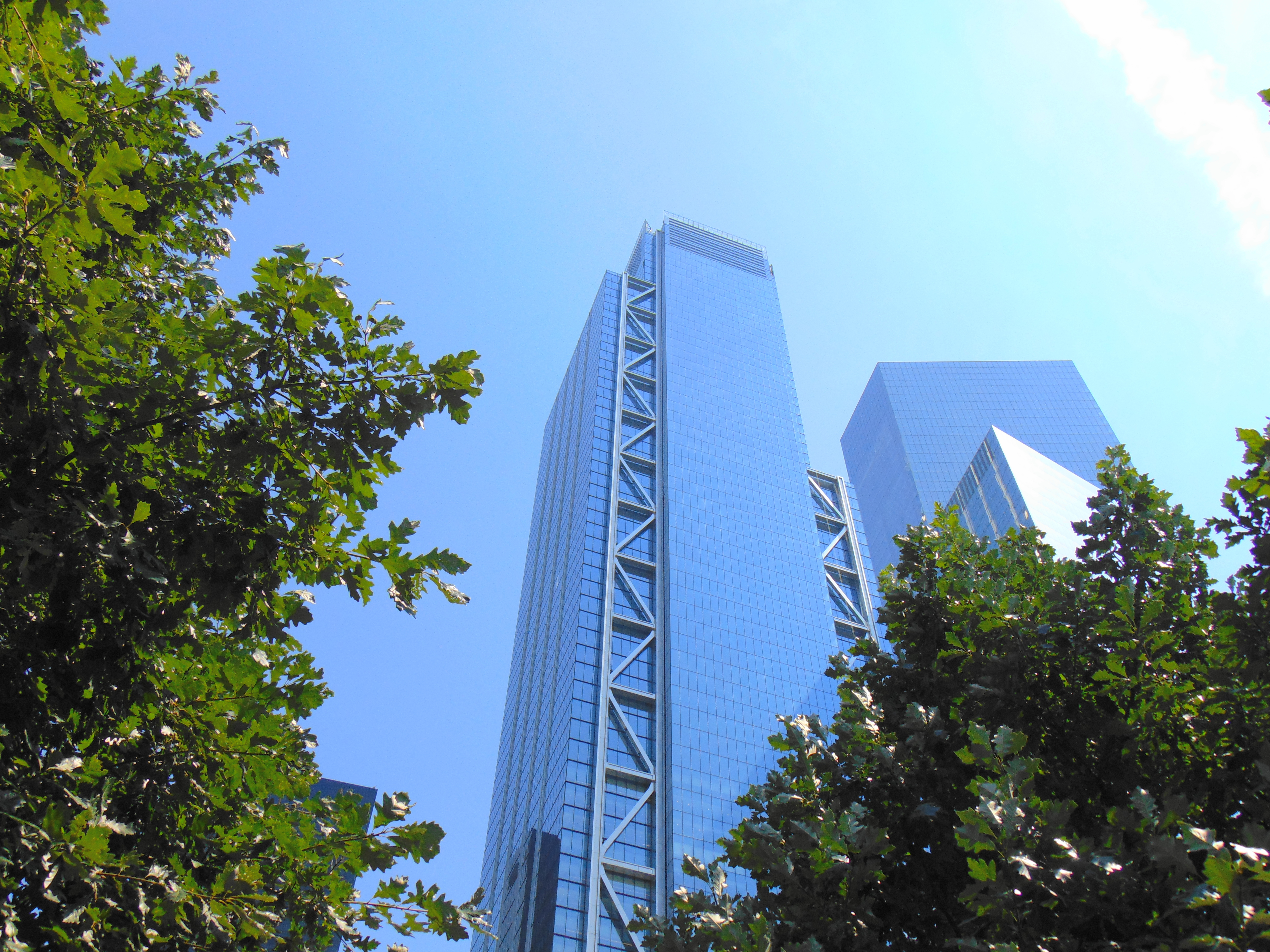
Il grattacielo completo nell'agosto 2018.
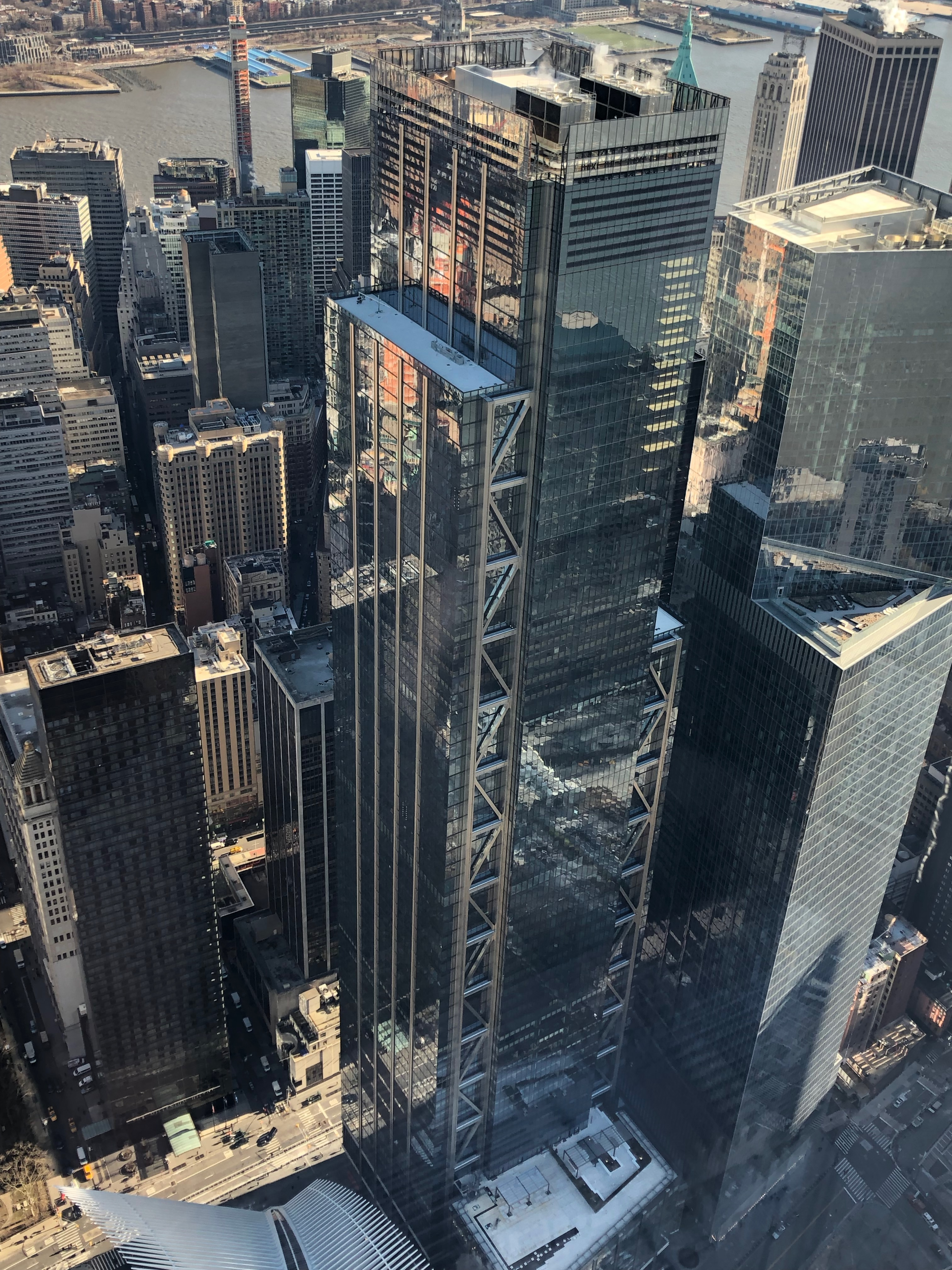
Grattacielo visto dall'alto nel gennaio 2019.